# NK Galeb Split
NK Galeb je nogometni klub u gradu Splitu. Osnovan je 30. svibnja 2007. godine. Klub se natječe u 1.županijskoj ligi Splitsko-dalmatinske županije.

## O klubu
Osnivači kluba su: Josip Buzov (predsjednik), Rozario Dunatov i Željko Buzov. Članovi uprave - uz osnivače su - Svemir Čobanov (dopredsjednik), Ivana Lončar-Siriščević (tajnica), Luka Lončar, Natalija Hutinec, Justo Lušić, Nikola Večernik, Zoran Lerner, Slavko Tešija i Josip Jukić.

## Grb kluba
Krug žute boje u kojem piše ime kluba i godina osnivanja. Unutar kruga nalazi se nogometna lopta sa stiliziranim crveno-bijelim poljima. Preko lopte prikazan je lik galeba raširenih krila.

## Adresa kluba
Ispod Sv. Lovre 5, 21000 Split
Kontakt mobitel  098 13 37 950

## Škola nogometa
U klupskoj školi nogometa nalazi se trenutno devedesetak djece. Natječu se u uzrastima pionira, kadeta i juniora. Seniorski pogon ima 31 registriranog igrača.

## Igralište
NK Galeb svoje utakmice kao domaćin igra na terenu CTS (pomoćnom terenu NK Split) stadiona Park mladeži.

## Galeb u dosadašnjim prvenstvima
| Sezona   | Rang natjecanja             | Plasman | Utakmica | Pobjeda | Neodlučeno | Poraza | Postigli golova | Primili golova | Gol-razlika | Bodova |
| 2007/08. | 1. ŽNL Splitsko-dalmatinska | 9.      | 27       | 4       | 4          | 19     | 19              | 58             | -39         | 16     |
| 2008/09. | 1. ŽNL Splitsko-dalmatinska | 9       | 11       | 1       | 2          | 8      | 7               | 32             | 7:32        | 5      |

## Treneri
2007. – 2008. Ivan Zvonimir Brkić
2008.- Rozario Dunatov